# ادول
ادول (به انگلیسی: Adwell) یک روستا و محله مدنی در بریتانیا است که در آکسفوردشر جنوبی واقع شده‌است. ادول ۲۷ نفر جمعیت دارد.